# Campeonato Paulista de Futebol de 1971 - Primeira Divisão
O Campeonato Paulista de Futebol de 1971 - Primeira Divisão foi a 25.ª edição do torneio organizada pela Federação Paulista de Futebol, e equivaleu ao segundo nível do futebol no estado de São Paulo. O Marília conquistou o título e obteve o direito de participar do Torneio de Classificação de 1972, conhecido como Paulistinha, através da resolução 28/71.

## Participantes
| Série Arthur Friedenreich - Andradina (Andradina) - Araçatuba (Araçatuba) - Corinthians (Presidente Prudente) - Garça (Garça) - Linense (Lins) - Marília (Marília) - Rio Branco (Ibitinga) - Votuporanguense (Votuporanga) | Série Belfort Duarte - Barretos (Barretos) - Batatais (Batatais) - Catanduvense (Catanduva) - Francana (Franca) - Jaboticabal (Jaboticabal) - Orlândia (Orlândia) - Palmeiras (São João da Boa Vista) - Rio Preto (São José do Rio Preto) | Série Thomaz Mazzoni - Bragantino (Bragança Paulista) - Esportiva (Guaratinguetá) - Nacional (São Paulo) - Saad (São Caetano do Sul) - Santo André (Santo André) - São José (São José dos Campos) - União Barbarense (Santa Bárbara D'Oeste) - Vasco da Gama (Americana) |

## Forma de disputa
Na primeira fase, as 24 equipes foram divididas em três grupos, disputados por pontos corridos em turno e returno. As seguintes equipes classificaram-se para a segunda fase:
- Série Arthur Friedenreich: (1.º) Garça, (2.º) Marília e (3.º) Corinthians;
- Série Belfort Duarte: (1.º) Catanduvense, (2.º) Rio Preto e (3.º) Barretos;
- Série Thomaz Mazzoni: (1.º) Saad, (2.º) União Barbarense, (3.º) Santo André e (4.º) Esportiva*;

(*) Após reunião da FPF, a Esportiva foi classificada por ter a mesma pontuação que o segundo e terceiro colocados, perdendo apenas no saldo de gols. Esta decisão incentivou o presidente do Rio Branco de Ibitinga a pleitear também a classificação para a segunda fase, alegando que sua equipe ficou em quarto lugar na Série Arthur Friedenreich. Porém, o pedido foi negado, visto que o Rio Branco ficou cinco pontos abaixo do terceiro colocado.

## Fase semifinal
| Grupo A |                  |    |   |   |   |   |    |    |    |
| Pos.    | Time             | PG | J | V | E | D | GP | GC | SG |
| 1       | Saad             | 14 | 9 |   |   |   |    |    |    |
| 2       | Marília          | 13 | 9 |   |   |   |    |    |    |
| 3       | Catanduvense     | 13 | 9 |   |   |   |    |    |    |
| 4       | Garça            | 12 | 9 |   |   |   |    |    |    |
| 5       | Rio Preto        | 11 | 9 |   |   |   |    |    |    |
| 6       | Corinthians–PP   | 9  | 9 |   |   |   |    |    |    |
| 7       | Esportiva        | 6  | 9 |   |   |   |    |    |    |
| 8       | Santo André      | 5  | 9 |   |   |   |    |    |    |
| 9       | Barretos         | 4  | 9 |   |   |   |    |    |    |
| 10      | União Barbarense | 3  | 9 |   |   |   |    |    |    |

## Fase final
A fase final teria a presença de quatro clubes, porém o presidente da Federação Paulista de Futebol, José Ermírio de Moraes Filho, decidiu incluir o Rio Preto, devido a um recurso apresentado pelo clube ao Tribunal de Justiça Desportiva. No recurso, o Rio Preto questionava a marcação de um novo jogo contra o Garça, anulado pelo TJD, para o Estádio Municipal Frederico Platzeck, em Garça, que estava interditado. A partida havia sido suspensa, por causa da expulsão dos 22 jogadores em campo, e o Garça venceu o novo jogo por 2 a 1, inicialmente garantido o que seria a última vaga disponível para o turno final. Por causa da decisão, a primeira rodada foi adiada do dia 10 para o dia 12 de agosto.
Na última rodada, a vitória do Marília sobre o Saad na preliminar eliminou o clube de São Caetano e deixou o Rio Preto a uma vitória de conquistar o acesso. Porém, o Catanduvense venceu o jogo por 1 a 0, garantindo o acesso do Marília à Divisão Especial de 1972 (embora o clube tivesse de disputar o "Paulistinha", uma fase preliminar, para garantir as partidas contra os "grandes").

### Jogos
12 de agosto de 1971: Catanduvense 1–0 Garça
12 de agosto de 1971: Rio Preto 2–0 Marília
14 de agosto de 1971: Rio Preto 0–0 Garça
14 de agosto de 1971: Saad 3–0 Catanduvense
17 de agosto de 1971: Saad 0–0 Rio Preto
17 de agosto de 1971: Marília 1–0 Garça
21 de agosto de 1971: Marília 3–2 Catanduvense
21 de agosto de 1971: Saad 3–0 Garça

### Última rodada
| 24 de agosto de 1971 | Marília        | 1 – 0         | Saad | Parque Antártica, São Paulo, SP                             |
| 19h30                | Ivo 35' do 2.º | Ficha técnica |      | Público: 6 376 Renda: Cr$ 33 635 Árbitro: José Favilli Neto |

Marília — Renato; Juvenal, Henrique Pereira, Elmo e Betão (Paulinho); Ari e Valdemar; Warley, Wílson, Zé Luís e Ivo. Técnico: ?.
Saad — Ronaldo; Roberto, Flávio, Oscar e Ari Clemente; Zanetti e Raimundinho; Antenor, Copini (Nélson), Arlindo e Fernandes. Técnico: ?.
| 24 de agosto de 1971 | Catanduvense            | 1 – 0         | Rio Preto | Morumbi, São Paulo, SP                                   |
| 21h30                | Paulo Sérgio 26' do 1.º | Ficha técnica |           | Público: 6 376 Renda: Cr$ 33 635 Árbitro: Oscar Scolfaro |

Catanduvense — Hamílton; Rondon, Mané, Marco Antônio e Tião; Ari e China; Joãozinho, Paulo Sérgio, Pinho (Babá) e Jesuíno. Técnico: ?.
Rio Preto — Gílson; Rogério, Cidinho, Beto e Luís; Tino e Vílson; Wílson, Édson (Nei), Cornélio e Bita (Arnaldo). Técnico: ?.

### Classificação final
| Grupo A |              |    |   |   |   |   |    |    |    |
| Pos.    | Time         | PG | J | V | E | D | GP | GC | SG |
| 1       | Marília      | 6  | 4 | 3 | 0 | 1 | 5  | 4  | 1  |
| 2       | Saad         | 5  | 4 | 2 | 1 | 1 | 6  | 1  | 5  |
| 3       | Catanduvense | 4  | 4 | 2 | 0 | 2 | 4  | 6  | -2 |
| 4       | Rio Preto    | 4  | 4 | 1 | 2 | 1 | 2  | 1  | 1  |
| 5       | Garça        | 1  | 4 | 0 | 1 | 3 | 0  | 5  | -5 |

## Premiação
| Campeonato Paulista de 1971 - Primeira Divisão |
| ---------------------------------------------- |
| Marília Campeão (1.º título)                   |